# Mistrzostwa Świata w Gimnastyce Artystycznej 1973
6. Mistrzostwa Świata w Gimnastyce Artystycznej odbyły się w dniach od 15 do 18 listopada 1973 roku w Rotterdamie. Podczas zawodów dominowały reprezentantki Związku Radzieckiego i Bułgarii, które wywalczyły wszystkie złote i większość srebrnych i brązowych medali. Poza tym, jeden srebrny medal zdobyła drużyna Czechosłowacka, a na najniższym stopniu podium stanęły gimnastyczki z NRD. Polskę reprezentowały dwie zawodniczki: 21. w wieloboju Hanna Anczykowska oraz 23. Lucyna Czerwińska.

## Tabela medalowa
| Miejsce | Państwo        | Złoto | Srebro | Brąz | Razem |
| ------- | -------------- | ----- | ------ | ---- | ----- |
| 1       | ZSRR           | 5     | 3      | 1    | 9     |
| 2       | Bułgaria       | 2     | 1      | 4    | 7     |
| 3       | Czechosłowacja | 0     | 1      | 0    | 1     |
| 4       | NRD            | 0     | 0      | 1    | 1     |

## Medalistki
| Konkurencja:              | Złoto:                        | Srebro:               | Brąz:                 |
| Układy indywidualne       |                               |                       |                       |
| wielobój indywidualnie    | Maria Gigowa Galina Szugurowa |                       | Natalja Kraczinnekowa |
| ćwiczenia z maczugami     | Galina Szugurowa              | Natalja Kraczinnekowa | Maria Gigowa          |
| ćwiczenia z obręczą       | Maria Gigowa                  | Krassimira Filipowa   | Nechka Robewa         |
| ćwiczenia z piłką         | Galina Szugurowa              | Natalja Kraczinnekowa | Nechka Robewa         |
| ćwiczenia ze wstążką      | Galina Szugurowa              | Natalja Kraczinnekowa | Nechka Robewa         |
| Drużynowe układy zbiorowe |                               |                       |                       |
| Konkurs drużynowy         | ZSRR                          | Czechosłowacja        | NRD                   |